# Pramdiph Singh
Pramdiph Singh (31 ottobre 1952) è un ex cestista indiano.

## Carriera
Con l'India ha disputato le Olimpiadi del 1980, segnando 17 punti in 7 partite.